# Hodometrica prolixa
Hodometrica prolixa är en kräftdjursart som beskrevs av M. A. Miller 1940. Hodometrica prolixa ingår i släktet Hodometrica och familjen Pagurapseudidae. Inga underarter finns listade i Catalogue of Life.